# Obwód kłajpedzki (Litewska SRR)
Obwód kłajpedzki (ros. Клайпедская область; lit. Klaipėdos sritis) – obwód istniejący w latach 1950–1953 na terenie Litewskiej SRR (z siedzibą w Kłajpedzie). Obejmował tereny tzw. Małej Litwy oraz część Żmudzi. 

## Historia
Obwód utworzono na mocy postanowienia z 20 czerwca 1950 r. Istniał do 28 maja 1953 r. Obejmował 12.387 km² i 16 rejonów, a jego centrum była Kłajpeda. 

## Podział administracyjny (rejony)
Obwód dzielił się na 16 rejonów:
- kłajpedzki
- kretyngański
- możejski
- pojeski
- płungiański
- prekulski
- retowski
- sałancki
- siadzki
- skaudwilski
- szkudzki
- szyłelski
- szyłokarczemski
- tauroski
- telszański
- wornieński

Miasta Kłajpeda i Połąga były bezpośrednio podporządkowane obwodowi. 